# Sinix
Sinix ist ein 1984 von Siemens entwickelter Unix-Abkömmling und der Vorgänger von ReliantUnix. Ursprünglich von Siemens als reines PC-Unix für Intel-8086-CPUs 1984 vorgestellt (als Xenix-Lizenz/System-III), entwickelte Siemens Nixdorf das System später zunehmend als Server-Betriebssystem, die letzte 32-Bit-Version unter dem Namen Sinix ist 1995 mit Versionsnummer 5.43 erschienen, nachfolgende Versionen erschienen nur noch als ReliantUnix. Die Versionen 5.4x entsprachen den im X/Open Portability Guide vom 4. Juli 1995 festgelegten Richtlinien.

## Besondere Eigenschaften
Ungewöhnlich und einzigartig war das ab Version 2 (für PC-MX/NS32032) angewandte Konzept der so genannten universes. Durch Eingabe eines Befehls konnte der Anwender zwischen verschiedenen Unix-Dialekten wählen:
- sie war der „Siemens-Haus-Dialekt“ und System-III-basiert.
- ucb entsprach einem 4.x-BSD.
- att oder xopen entsprach AT&T SVR3.

Jedes dieser universes hatte seine eigenen Befehle, Header und Bibliotheken.

## Sinix für Siemens PC

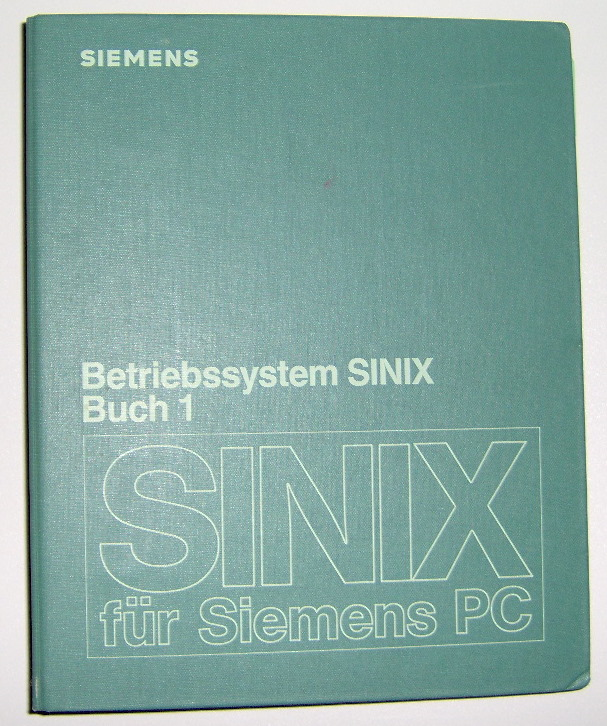

Sinix ist der Name der Siemens-Version des Softwareproduktes XENIX, welches aus dem UNIX System III unter der Lizenz von AT&T entstand.
Versionen
- 1984: Sinix Version 1.0 (für PC-MX und PC-X)
- 1986: Sinix Version 2.0 (für PC-MX2/4)

Zwischenzeitlich wurde mit Sinix-Z eine Version für Standard-PC mit Intel 80386 bzw. Intel 80486 Prozessor angeboten. Die Weiterentwicklung wurde 1990 zugunsten des Einsatzes von SCO UNIX eingestellt.

## Plattformen
Ursprünglich für das Mehrplatzsystem PC-MX/9780 (Intel Multibus Rechner mit 8086) entwickelt und auf die Workstation PC-X/9781 (80186 basiert) erweitert, wurden später Versionen für PC-MX2/4 (CPU: National Semiconductor NS320xx) und MX300/500 (NS32032, NS32332 und NS32532) portiert. Für die MX 300i und 500i erfolgte wiederum die Rückportierung nach Intel 486 und Pentium. Mit dem Wechsel zur MIPS basierten RM Serie erfolgte eine weitere Portierung.